# Ящірка артвінська
Ящірка артвінська (Darevskia derjugini) — представник роду скельних ящірок родини Справжні ящірки. Є 5 підвидів.

## Опис
Загальна довжина досягає 18—22 см, при цьому хвіст майже у 2 рази більший за тулуб. Зверху колір шкіри буро-коричневий, оливково-сірий або світло-шоколадний з дрібними темно-коричневими цятками на спині й такого ж кольору широкими, що переходять на хвіст, смугами з боків. З боків хвоста від основи стегон проходять характерні білі смужки. Черево самців зеленувате з невеликими блакитними плямами на крайніх черевних щитках, а самиці мають черево жовтуватого забарвлення. У молодих ящірок задня половина хвоста бірюзово-блакитна.
Голова не стиснута. Міжщелепний щиток не торкається ніздрів. Попереду підочного щитка є 3—4 верхньогубних. Між надочноямковим й верхньовійними щитками розташовані від 1 до 13 зерняток, які утворюють повний або редукований ряд. Центральновисочний щиток добре виражений. Горлова складка розвинена. По середній лінії горла проходять 14—23 лусочки. Зазубрений комір складається з 5—11 щитків. Спинна луска гладенька або зі невеликими реберцями у задній частині тулуба. Великий анальний щиток напівоточений більш-менш однаковими дрібними преанальними. Стегнові пори у кількості 6—12 штук помітно не доходять до колінного згину.

## Спосіб життя
Мешкає у хвойних та листяних гірських й передгірних лісах, де дотримується галявин, вирубок, узбіч доріг, просік, заростей по берегах струмків і світлих ділянок у глибині лісових масивів. Зустрічається також навколо населених пунктів, у субальпійській зоні до висоти 1800–1900 м у верхніх лісових галявин і на кордоні рододендрових заростей. Ховається в ущелинах, під камінням, трухлявих пнях, порожнечах під корою, купі хмизу й нори дрібних ссавців. Повсюдно звичайна. Чисельність коливається від 30—40 до 200 особин на 1 га. Харчується дрібними жуками, цикадами, мурахами, двокрилими, сарановими, дощовими хробаками, слимаками та багатоніжками.
Після зимівлі на чорноморському узбережжі Кавказу з'являється вже у середині лютого — на початку квітня.
Це яйцекладні ящірки. Відкладання яєць починається наприкінці червня й триває до кінця липня. буває до 2 кладок за сезон. Зазвичай відкладається до 8 яєць. Наприкінці липня — на початку серпня з'являються молоді ящірки.

## Розповсюдження
Мешкає у західній та північно-східній Грузії, Краснодарському краю (Росія), північно-західному Азербайджані, північно-західній Туреччині.

## Підвиди
- Lacerta derjugini silvatica
- Lacerta derjugini boehmei
- Lacerta derjugini abchasica
- Lacerta derjugini barani
- Lacerta derjugini orlawae